# Mästarnas mästare 2011
Den tredje säsongen av TV-programmet Mästarnas mästare sändes på SVT1 den 27 mars-29 maj 2011. Säsongen, som hade premiär senare än vanligt på året, blev framskjuten ett par veckor då SVT inte ville konkurrera med TV4:s populära komediserie Solsidan. Inspelningen av programmet skedde på västra Cypern, runt städerna Pafos och Limassol, under september-oktober 2010 och Micke Leijnegard var för tredje året i rad programledare. Säsongens fjärde avsnitt sågs av 2 182 000 tittare medan det nionde avsnittet sågs av 2 303 000 tittare. Programmet tilldelades Kristallen 2011 i kategorin Årets program.
Förändringar jämfört med tidigare säsonger var att sambandet mellan vem som skulle åka ut och vilken karriärsfilm som visades i ett avsnitt inte längre gällde. Den som tvingades lämna huset kunde därför senare komma tillbaka för att se på filmen om sin karriär (den utslagna fick dock endast vara med vid filmvisningen). En annan nyhet var att i avsnitt fyra avslöjades det att ju fler grensegrar de tävlande hade desto större fördel skulle de få vid en eventuell finalplats. Därför infördes det en medaljtavla där de tävlandes resultat från alla grensegrar fördes in i form av guld-, silver- och bronsmedaljer (denna medaljtavla återkom inte under den fjärde säsongen). Även nattduellen förändrades, vilket det går att läsa om under rubriken med samma namn nedan. 

## Deltagare
| Namn                          | Sport       |
| ----------------------------- | ----------- |
| Anders Limpar                 | Fotboll     |
| Evy Palm                      | Löpning     |
| George Scott                  | Boxning     |
| Hanna Ljungberg               | Fotboll     |
| Ingemar Stenmark              | Alpint      |
| Kenny Bräck                   | Motorsport  |
| Maria Brandin                 | Rodd        |
| Marianne Berglund             | Cykling     |
| Marie-Helene "Billan" Östlund | Längdskidor |
| Peter "Pekka" Lindmark        | Ishockey    |
| Robert Prytz                  | Fotboll     |

## Nattduellen

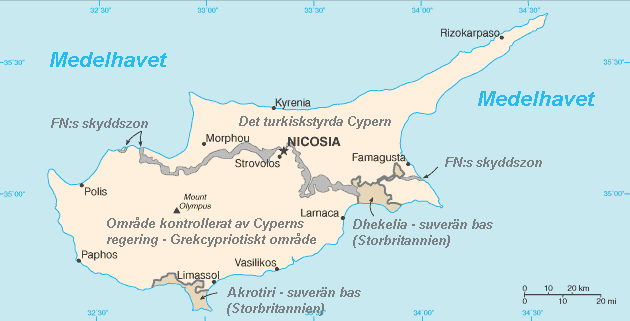
Den tredje säsongen av Mästarnas mästare spelades in under september-oktober 2010 på västra Cypern.

Till den här säsongen hade nattduellen förändrats något. Istället för att det var en ställning med sju svärd som föll ned var det istället fem stavar på ett bord som lyste. När en av stavarna slocknade skulle man ta den och den som snabbast tog staven vann och fick stanna kvar i tävlingen. Till skillnad från de två tidigare säsongerna körde man bäst av tre, det vill säga den deltagare som vunnit två omgångar vann nattduellen. För att armarna skulle vara på lika långt avstånd från stavarna tvingades de tävlande hålla i två stycken kättingar, som satt fast i marken. Tappade någon av de tävlande kättingen innan staven slocknade gick segern i den omgången till motståndaren. Tabellen visar vilka som möttes i duellen per avsnitt (notera dock att i det första och sista avsnittet blev det ingen nattduell). Stenmark blev den första deltagaren i programmets historia som aldrig någonsin hamnat i nattduellen.
| Avsnitt | Datum (2011) | Nattduell mellan                    | Vinnare omgång 1 | Vinnare omgång 2 | Vinnare omgång 3 | Utslagen          |
| ------- | ------------ | ----------------------------------- | ---------------- | ---------------- | ---------------- | ----------------- |
| 1       | 27 mars      | —                                   | —                | —                | —                | —                 |
| 2       | 3 april      | George Scott och Kenny Bräck        | Kenny Bräck      | George Scott     | Kenny Bräck      | George Scott      |
| 3       | 10 april     | Evy Palm och Robert Prytz           | Evy Palm         | Evy Palm         | —                | Robert Prytz      |
| 4       | 17 april     | Evy Palm och Maria Brandin          | Maria Brandin    | Maria Brandin    | —                | Evy Palm          |
| 5       | 24 april     | Anders Limpar och Marianne Berglund | Anders Limpar    | Anders Limpar    | —                | Marianne Berglund |
| 6       | 1 maj        | Hanna Ljungberg och Maria Brandin   | Maria Brandin    | Maria Brandin    | —                | Hanna Ljungberg   |
| 7       | 8 maj        | Pekka Lindmark och Anders Limpar    | Anders Limpar    | Anders Limpar    | —                | Pekka Lindmark    |
| 8       | 15 maj       | Maria Brandin och Billan Östlund    | Maria Brandin    | Maria Brandin    | —                | Billan Östlund    |
| 9       | 22 maj       | Anders Limpar och Kenny Bräck       | Anders Limpar    | Anders Limpar    | —                | Kenny Bräck       |
| 10      | 29 maj       | —                                   | —                | —                | —                | —                 |

## Slutgiltig placering och utslagningsschema
Finalen avgjordes den 29 maj 2011 mellan Ingemar Stenmark, Anders Limpar och Maria Brandin. I den första grenen hade Stenmark femton sekunders försprång, men som vinnare stod Limpar och fick därmed trettio sekunders försprång före tvåan, Stenmark, som i sin tur fick trettio sekunders försprång mot trean, Brandin, inför den andra grenen. Den andra grenen vanns av Stenmark och tvåa kom Limpar, vilket betydde att Brandin blev utslagen. I den avgörande finalen skulle de två kvarvarande deltagarna balansera sig över en grusplan med hjälp av mindre träklossar där de inte fick vidröra marken med fötterna. Stenmark vann kampen mot Limpar och blev därmed mästarnas mästare 2011.
Tabellen nedan redovisar hur placeringen blev för respektive deltagare samt hur mycket poäng varje deltagare fick under säsongen:
| Ingemar Stenmark  | 1  | 38 | 27 | 65 | 16 | 9  | 26  | 20   | 24 | 12 | 16 | Vinnare |  |  |  |  |  |  |
| Anders Limpar     | 2  | 16 | 15 | 31 | 16 | 8  | 6,5 | 8    | 18 | 13 | 9  | Tvåa    |  |  |  |  |  |  |
| Maria Brandin     | 3  | 12 | 22 | 34 | 22 | 5  | 9   | 15,5 | 9  | 5  | 9  | Trea    |  |  |  |  |  |  |
| Kenny Bräck       | 4  | 19 | 7  | 26 | 19 | 13 | 18  | 22   | 13 | 17 | 5  |         |  |  |  |  |  |  |
| Billan Östlund    | 5  | 21 | 19 | 40 | 17 | 15 | 9,5 | 13   | 15 | 10 |    |         |  |  |  |  |  |  |
| Pekka Lindmark    | 6  | 11 | 18 | 29 | 16 | 10 | 25  | 18,5 | 3  |    |    |         |  |  |  |  |  |  |
| Hanna Ljungberg   | 7  | 29 | 22 | 51 | 28 | 10 | 22  | 7    |    |    |    |         |  |  |  |  |  |  |
| Marianne Berglund | 8  | 26 | 18 | 44 | 28 | 15 | 8   |      |    |    |    |         |  |  |  |  |  |  |
| Evy Palm          | 9  | 26 | 23 | 49 | 9  | 5  |     |      |    |    |    |         |  |  |  |  |  |  |
| Robert Prytz      | 10 | 9  | 22 | 31 | 15 |    |     |      |    |    |    |         |  |  |  |  |  |  |
| George Scott      | 11 | 12 | 11 | 23 |    |    |     |      |    |    |    |         |  |  |  |  |  |  |

## Tittarsiffror

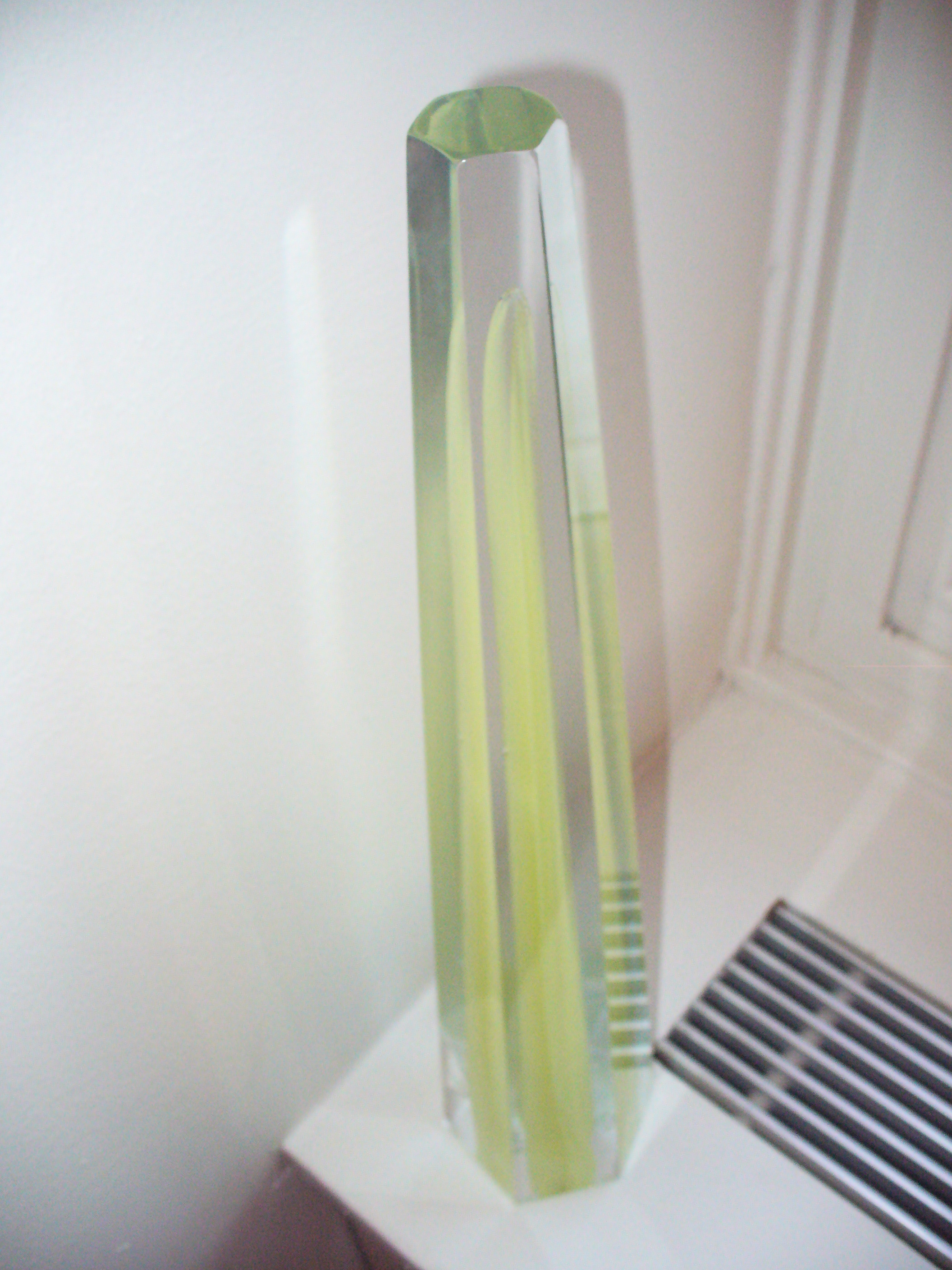
Programmet tilldelades Kristallen 2011 i kategorin Årets program.